# Liste der Biografien/Hank
Liste der Biografien |
Portal Biografien |
Personensuche
# |
A |
B |
C |
D |
E |
F |
G |
H |
I |
J |
K |
L |
M |
N |
O |
P |
Q |
R |
S |
T |
U |
V |
W |
X |
Y |
Z |
?
 
Ha |
Hd |
He |
Hi |
Hj |
Hk |
Hl |
Hm |
Hn |
Ho |
Hr |
Hs |
Ht |
Hu |
Hv |
Hw |
Hy
 
Haa |
Hab |
Hac |
Had |
Hae–Haf |
Hag |
Hah |
Hai |
Haj |
Hak |
Hal |
Ham |
Han |
Hao |
Hap |
Haq |
Har |
Has |
Hat |
Hau |
Hav |
Haw |
Hax |
Hay |
Haz
 
Hana |
Hanb |
Hanc |
Hand |
Hane |
Hanf |
Hang |
Hanh |
Hani |
Hanj |
Hank |
Hanl |
Hanm |
Hann |
Hano |
Hanp |
Hanq |
Hanr |
Hans |
Hant |
Hanu |
Hanv |
Hanw |
Hanx |
Hany |
Hanz
Die Liste der Biografien führt alle Personen auf, die in der deutschsprachigen Wikipedia einen Artikel haben. Dieses ist eine Teilliste mit 138 Einträgen von Personen, deren Namen mit den Buchstaben „Hank“ beginnt.

## Hank
- Hank González, Carlos (1927–2001), mexikanischer Pädagoge, Politiker und Unternehmer
- Hank, Dagmar (* 1944), deutsche Schauspielerin
- Hank, Konstantin (1907–1977), deutscher Politiker (CDU), Bürgermeister der Stadt Schramberg
- Hank, Rainer (* 1953), deutscher WirtschaftsjournalistRainer Hank (* 1953)

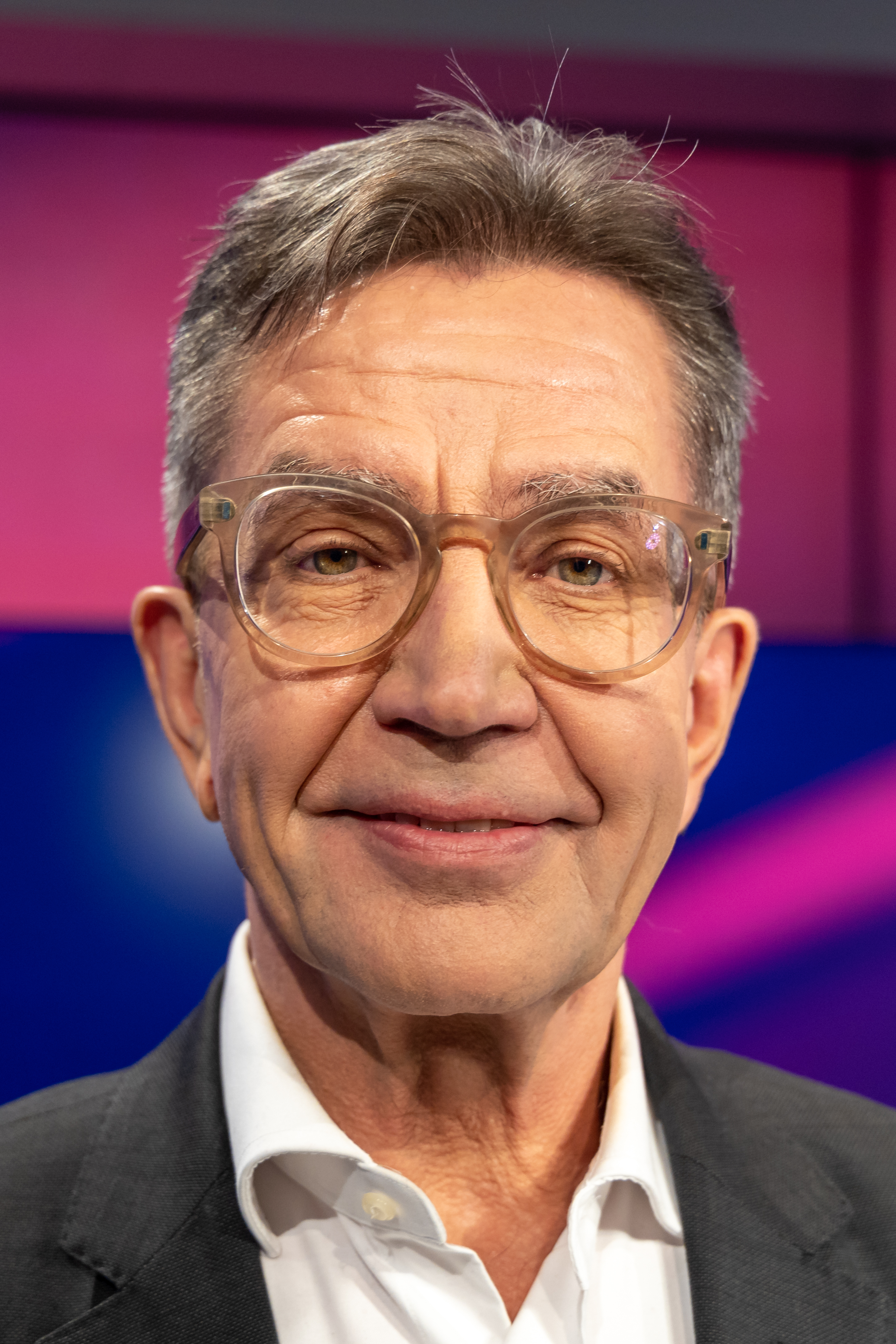
Rainer Hank (* 1953)

- Hank, Sabina (* 1976), österreichische Sängerin, Pianistin und Komponistin
- Hank, Tigre (* 1991), mexikanischer Tennisspieler

### Hanka
- Hanka, Adam (* 1989), tschechischer Politiker (Volt)
- Hanka, Angela (1891–1963), österreichische Eiskunstläuferin
- Hanka, Václav (1791–1861), tschechischer Sprachwissenschaftler
- Hankamer, Paul (1891–1945), deutscher Germanist und Literaturwissenschaftler
- Hankammer, Heinz (1931–2016), deutscher Unternehmer und Fußballfunktionär
- Hankammer, Stephan, deutscher Wissenschaftler und Hochschullehrer
- Hankar, Paul (1859–1901), belgischer Architekt und Möbeldesigner

### Hanke
- Hanke, Annemarie (1935–1992), deutsche Politikerin (CDU), MdL
- Hanke, Birgid (* 1952), deutsche Journalistin und Sachbuchautorin
- Hanke, Brunhilde (1930–2024), deutsche Politikerin (SED), MdV, Oberbürgermeisterin von Potsdam
- Hanke, Carl (1749–1803), deutscher Komponist und Dirigent
- Hanke, Caroline (* 1980), deutsche Schauspielerin
- Hanke, Christian (* 1962), deutscher Politiker (SPD)Christian Hanke (* 1962)

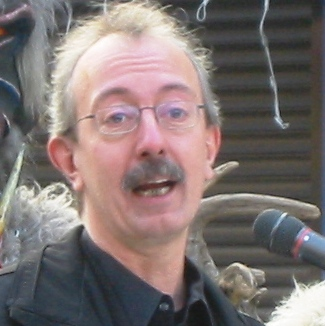
Christian Hanke (* 1962)

- Hanke, Christopher (* 1976), US-amerikanischer Schauspieler und Sänger
- Hanke, Denise (* 1989), deutsche Volleyball-Nationalspielerin
- Hanke, Dietmar (* 1957), deutscher Fußballspieler
- Hanke, Erich (1911–2005), deutscher Widerstandskämpfer und marxistischer Ökonom
- Hanke, Erich (1912–1998), deutscher Gartenarchitekt
- Hanke, Erik (1933–2025), österreichischer Politiker (SPÖ)
- Hanke, Franz (1892–1980), österreichisch-deutscher Politiker (NSDAP), MdR und SA-Führer
- Hanke, Franz-Josef (* 1955), deutscher Journalist
- Hanke, Gerhard (* 1904), deutscher Verwaltungsbeamter und Landrat
- Hanke, Gerhard (* 1909), deutscher Radrennfahrer
- Hanke, Gerhard (1924–1998), deutscher Historiker und Heimatforscher
- Hanke, Gerhard (* 1951), deutscher Förster, Kommunalpolitiker und Publizist
- Hanke, Gerhard (* 1956), deutscher Politiker (CDU), Bezirksstadtrat
- Hanke, Gregor Maria (* 1954), deutscher Ordensgeistlicher, Bischof von Eichstätt
- Hanke, Hans (1903–1985), deutscher Chirurg und Hochschullehrer
- Hanke, Hans (* 1920), deutscher Politiker (LDPD), MdL Sachsen-Anhalt
- Hanke, Heinrich (1890–1945), deutscher Vizeadmiral der Kriegsmarine
- Hanke, Heinrich (1906–1968), deutscher Dichter
- Hanke, Helmut (* 1915), deutscher Journalist und Sachbuchautor
- Hanke, Helmut (1932–2015), deutscher Hochschullehrer, Kulturpolitiker und SED-Funktionär
- Hanke, Henriette (1785–1862), Schriftstellerin der Spätromantik
- Hanke, Hugo (1837–1897), deutscher Bauunternehmer, Mitglied der Berliner Stadtverordnetenversammlung
- Hanke, Hugon (1904–1964), polnischer Politiker, Ministerpräsident der polnischen Exilregierung
- Hanke, Jan Alois (1751–1806), mährischer Aufklärer, Historiker, Schriftsteller und Humanist
- Hanke, Jiří (1924–2006), tschechoslowakischer Fußballspieler und -trainer
- Hanke, John (* 1967), US-amerikanischer Unternehmer
- Hanke, Karl (* 1903), deutscher Politiker (NSDAP), MdR, Parteifunktionär während der Zeit des NationalsozialismusKarl Hanke (* 1903)

Karl Hanke (* 1903)

- Hanke, Karl August (1914–1994), deutscher Künstler und Druckgrafiker
- Hanke, Kathrin (1969–2024), deutsche Schriftstellerin
- Hanke, Klaus (* 1954), österreichischer Vermessungsingenieur, Professor für Vermessung und Geoinformation
- Hanke, Klaus-Peter (* 1953), deutscher Politiker (NDPD, Freie Wähler), Oberbürgermeister von Pirna
- Hanke, Krzysztof (* 1957), polnischer Schauspieler
- Hanke, Kurt (1906–1940), deutscher Fußballspieler
- Hanke, Kurt (1914–1993), deutscher Journalist
- Hanke, Manfred (1921–2010), deutscher Bibliothekar, Sprachspieler und Chronist der Schüttelreimer-Zunft
- Hanke, Marina (* 1990), österreichische Politikerin (SPÖ), Landtagsabgeordnete
- Hanke, Martin (1633–1709), deutscher Schulrektor und Historiker
- Hanke, Martin (* 1905), deutscher Unternehmensgründer und Fotograf
- Hanke, Matthias (* 1965), deutscher Landeskirchenmusikdirektor, Organist, Dirigent und Chorleiter
- Hanke, Matthias (* 1967), deutscher Journalist, Autor und Fotograf
- Hanke, Max (1875–1917), Priester, Kartographiehistoriker
- Hanke, Mike (* 1983), deutscher FußballspielerMike Hanke (* 1983)

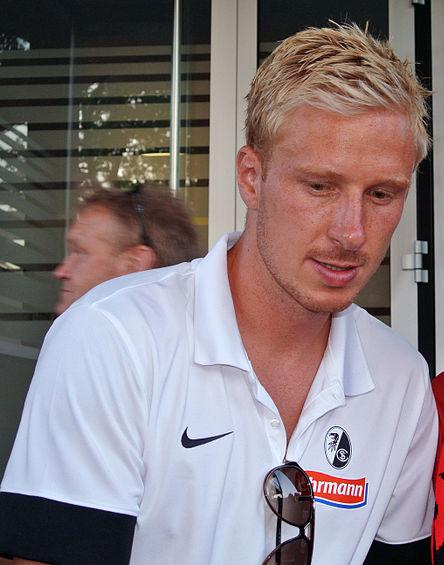
Mike Hanke (* 1983)

- Hanke, Oscar (1893–1988), deutscher Landrat
- Hanke, Peter (1931–2022), deutscher Politikwissenschaftler
- Hanke, Peter (* 1964), österreichischer Manager und Politiker (SPÖ)Peter Hanke (* 1964)

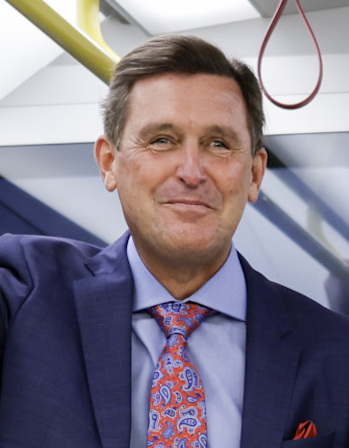
Peter Hanke (* 1964)

- Hanke, Petra (* 1969), deutsche Leichtathletin
- Hanke, Randall (* 1984), US-amerikanisch-britischer Basketballspieler
- Hanke, Reginald (* 1956), deutscher Politiker (FDP), MdB
- Hanke, Reinhard (1940–2024), deutscher Jurist und Kommunalpolitiker (SPD)
- Hanke, Reinhard Manfred Wolfgang (* 1940), deutscher Geograph
- Hanke, Rudolf (1903–1975), tschechisch-deutscher Kletterer und Bergsteiger
- Hanke, Stefan Johannes (* 1984), deutscher Komponist
- Hanke, Stephan (* 1972), deutscher Fußballspieler
- Hanke, Thomas (* 1978), deutscher Philosoph
- Hanke, Udo (* 1947), deutscher Sportwissenschaftler
- Hanke, Walter (1910–1980), deutscher Fußballspieler
- Hanke, Wanda (1893–1958), deutsche Ärztin und Ethnologin
- Hanke, Werner (* 1932), deutscher Chemiker
- Hanke, Werner (* 1943), deutscher Physiker
- Hanke, Wilfried (1901–1989), österreichischer Violinist und Hochschullehrer
- Hanke, Willi (1902–1954), deutscher Schauspieler, Regisseur und Theaterleiter
- Hanke, Wolf (1928–2016), deutscher Fernsehjournalist
- Hanke-Förster, Ursula (1924–2013), deutsche Bildhauerin, Künstlerin und Grafikerin
- Hanke-Hänsch, Ulrike (* 1938), deutsche Schauspielerin und Hörspielsprecherin
- Hanke-Rauschenbach, Richard (* 1978), deutscher Ingenieurwissenschaftler
- Hankel, Gerd (* 1957), deutscher Jurist und Sprachwissenschaftler
- Hankel, Hermann (1839–1873), deutscher Mathematiker
- Hankel, Marie (1844–1929), deutsche Esperanto-Dichterin
- Hankel, Paul Josef (* 1856), deutscher Reichsgerichtsrat
- Hankel, Wilhelm (1929–2014), deutscher Ökonom und Währungsfachmann
- Hankel, Wilhelm Gottlieb (1814–1899), deutscher Physiker
- Hankeln, Roman (* 1965), deutscher Musikhistoriker
- Hanken, James (* 1952), US-amerikanischer Herpetologe, Hochschullehrer und Museumsleiter
- Hanken, Ray (1911–1980), US-amerikanischer American-Football-Spieler und -Trainer
- Hanken, Tamme (1960–2016), deutscher Pferdechiropraktiker, Pferdeflüsterer und BuchautorTamme Hanken (1960–2016)

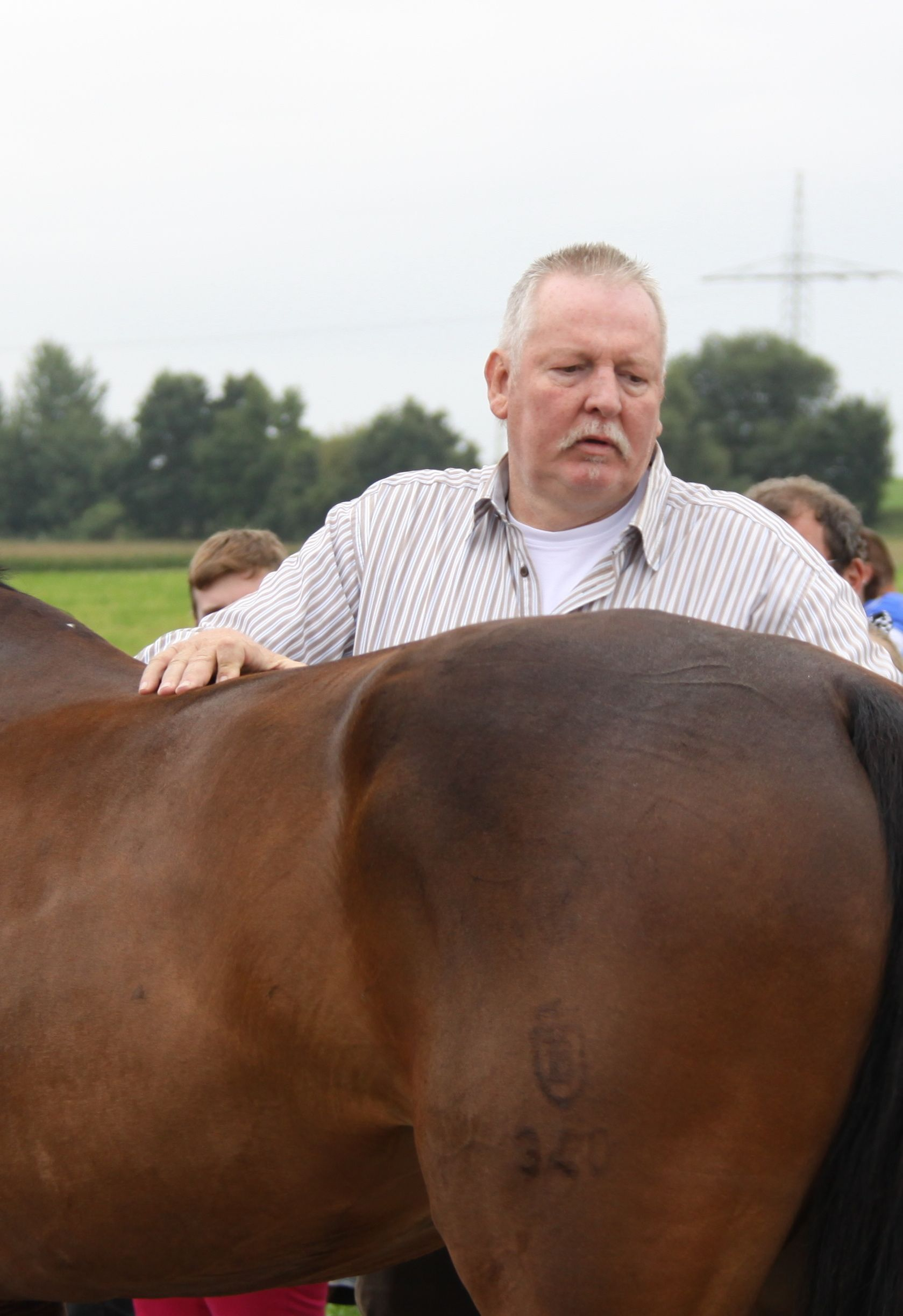
Tamme Hanken (1960–2016)

- Hanker, Friedrich (1885–1967), deutscher Politiker (DP), MdL
- Hanker, Garlieb (1758–1807), deutscher Jurist und Dichter
- Hanker, Mirco (* 1966), deutscher Politiker (AfD)
- Hanker, Peter (* 1964), deutscher Bankmanager und Fachbuchautor
- Hankers, Robert (* 1987), deutscher Musiker und Schauspieler
- Hankers, Ute (* 1965), deutsche Volleyballspielerin
- Hankerson, Leonard (* 1989), US-amerikanischer American-Football-Spieler
- Hankey, Frederick (1821–1882), britischer Bibliophiler und Sammler erotischer und pornographischer Literatur
- Hankey, Maurice, 1. Baron Hankey (1877–1963), britischer Politiker, Sekretär des Nationalen Verteidigungsrates
- Hankey, Robert, 2. Baron Hankey (1905–1996), britischer Diplomat, Peer und Oberhausmitglied
- Hankey, Ted (* 1968), englischer Dartspieler

### Hanki
- Hankić, Hidajet (* 1994), bosnischer Fußballspieler
- Hankiewicz, Jacek (* 1965), polnischer Badmintonspieler
- Hankin, Jehoschua (1864–1945), zionistischer Pionier
- Hankin, Larry (* 1937), US-amerikanischer SchauspielerLarry Hankin (* 1937)

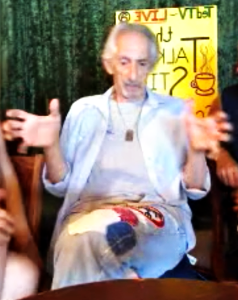
Larry Hankin (* 1937)

- Hankin, Simone (* 1973), australische Wasserballspielerin
- Hankins, Dennis B. (* 1959), amerikanischer Diplomat
- Hankins, Frank H. (1877–1970), US-amerikanischer Soziologe und Anthropologe
- Hankins, Kayla (* 2002), US-amerikanische Radsportlerin
- Hankins, Thomas L. (* 1933), US-amerikanischer Wissenschaftshistoriker
- Hankinson, Ben (* 1969), US-amerikanischer Eishockeyspieler
- Hankinson, Casey (* 1976), US-amerikanischer Eishockeyspieler und -scout
- Hankinson, Peter (* 1967), US-amerikanischer Eishockeyspieler
- Hankinson, Robert James (* 1957), britischer Philosophie-, Medizin- und Wissenschaftshistoriker
- Hankis, Jerzy (* 1653), schlesischer Bildschnitzer in Krakau
- Hankiss, Ágnes (1950–2021), ungarische Politikerin (Fidesz), MdEP

### Hanko
- Hanko, August (1879–1952), estnischer Schriftsteller, Übersetzer und Politiker
- Hanko, Michael (* 1964), deutscher Politiker (AfD), MdL
- Hanko, Michas (* 1918), belarussischer politischer Aktivist
- Hankofer, Sina Dorothea (* 1985), deutsche Journalistin und Autorin
- Hankowiak, Friedrich Peter (1890–1954), deutscher Dichter und Schriftsteller

### Hanks
- Hanks Aucamp, Carol (* 1943), US-amerikanische Tennisspielerin
- Hanks, Chet (* 1990), US-amerikanischer Filmschauspieler
- Hanks, Colin (* 1977), US-amerikanischer Schauspieler
- Hanks, Fletcher (1887–1976), US-amerikanischer Comiczeichner
- Hanks, James M. (1833–1909), US-amerikanischer Politiker
- Hanks, Jim (* 1961), US-amerikanischer Schauspieler und Synchronsprecher
- Hanks, Larry (* 1953), amerikanischer Entomologe und Hochschullehrer
- Hanks, Patrick (1940–2024), britischer Lexikograf, Korpuslinguist und Onomastiker
- Hanks, Sam (1914–1994), US-amerikanischer Rennfahrer
- Hanks, Steve, US-amerikanischer Schauspieler
- Hanks, Tom (* 1956), US-amerikanischer Schauspieler, Filmregisseur und FilmproduzentTom Hanks (* 1956)

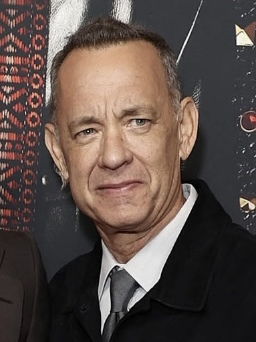
Tom Hanks (* 1956)

- Hanks, Truman (* 1995), US-amerikanischer Schauspieler und Kameramann

### Hanku
- Hanku, Rahman, albanischer kommunistischer Politiker